# Michael Colgrass
Michael Colgrass (22 de abril de 1932 - 2 de julho de 2019) foi um músico, compositor e educador estadunidense.

## Vida
Sua carreira musical começou em Chicago como músico de Jazz (entre 1944 e 1949). Ele formou-se na Universidade de Illinois em 1954 com graduação em percussão e composição, incluindo estudos com Darius Milhaud no Festival de Aspen e Lukas Foss em Tanglewood. Ele serviu por dois anos como timpanista na Orquestra Sinfônica do Sétimo Exército em Stuttgart, Alemanha e posteriormente passou dois anos compondo obras de percussão como free-lance em Nova Iorque, onde suas performances incluem variados grupos como a Filarmônica de Nova Iorque, o Metropolitan Opera, entre outros. Ele organizou a seção de percussão para gravações e concertos de Gunther Schuller.
Colgrass também atuou com a Filarmônica de Nova Iorque, Orquestra Sinfônica de Detroit, Orquestra Sinfônica de Minnesota, Orquestra Sinfônica Saint Luis, Orquestra Sinfônica de Pittsburgh, Orquestra Sinfônica Nacional (Estados Unidos) e com a Orquestra Sinfônica de Boston. Também com a Sociedade de Música de Câmara do Lincoln Center, Quarteto de Cordas Muir e Quarteto de Cordas de Manhattan.
Em 1978 ele venceu o Prémio Pulitzer de Música com Deja Vu para percussão e orquestra.
Colgrass viveu em Toronto, Canadá como compositor. Sua esposa, Ulla e seu filho, Neal são jornalista.
Colgrass morreu em 2 de julho de 2019, aos 87 anos de idade.

## Trabalhos
| Composições Solo - Mystic With a Credit Card (1980) 6'30" - Tales of Power(1980) 24' - Te Tuma Te Papa (1994) 12' - Wild Riot of the Shaman's Dreams (1992) 8' - Wolf (1976) 17' Canções - Mystery Flowers of Spring (1985) 4' - New People (1969) 18' - Night of the Raccoon (1979) 14' Música de câmara - Flashbacks A Musical Play (1979) 35' - A Flute in the Kingdom of Drums and Bells(1994) 35' - Folklines: A Counterpoint of Musics for String Quartet (1988) 22' - Hammer & Bow (1997) 10' - Light Spirit (1963) 8' - Memento (1982) 16' - Pan Trio (2008) - Rhapsody (1962) 8' - Strangers: Irreconcilable Variations for Clarinet, Viola and Piano (1986) 24' - Variations for Four Drums and Viola (1957) 17' - Wind Quintet (1962) 8' Orquestra - As Quiet As (1966) 14' - Bach-Goldberg Variations 30' - Ghosts of Pangea (2002) 22' - Letter From Mozart (1976) 16' - The Schubert Birds (1989) 18' Solista e Orquestra - Arias (1992) 26' - Auras (1972) 15' - Chaconne (1984) 26' - Concertmasters (1974) 22' - Crossworlds (2002) 32' - Deja vu (1977) 18' - Delta (1979) 20' - Memento (1982) 16' - Rhapsodic Fantasy (1964) 8' - Side by Side (2007) 22' - Snow Walker for Organ and Orchestra (1990) 20' | Coro e orquestra - Best Wishes USA (1976) 34' - Theater of the Universe (1972) 18' - Image of Man (1974) 20' - The Earth's A Baked Apple (1969) 10' Conjunto - Arctic Dreams (1991) 24' - Dream Dancer (2001) 22' - Raag Mala (2005) 14’ - Urban Requiem for Saxophone Quartet and Wind Ensemble (1995) 28' - Winds of Nagual (1985): A Musical Fable on the Writings of Carlos Castaneda (1985) 25' Banda jovem - Apache Lullaby (2003) 4'45" - Bali (2005) 8’ - The Beethoven Machine (2003) 6' - Gotta Make Noise (2003) 3'30"-45' - Old Churches (2000) 5'30" Teatro musical - Something's Gonna Happen (1978) 45' - Virgil's Dream (1967) 35' Música de Percussão - Chamber Music for Percussion Quintet (1954) 5' - Concertino for Timpani (1953) 10' - Fantasy Variations (1961) 12' - Inventions on a Motive (1955) 8' - Percussion Music (1953) 5' - Three Brothers (1951) 4' - Variations for Four Drums and Viola (1957) 17' |